# Enrico Rebuschini
Enrico Rebuschini (Gravedona, 28 aprile 1860 – Cremona, 10 maggio 1938) è stato un presbitero camilliano italiano, maestro dei novizi a Verona e poi superiore della comunità di Cremona. È stato beatificato da papa Giovanni Paolo II nel 1997.

## Biografia
Nasce a Gravedona, in provincia di Como, il 28 aprile 1860, secondo dei cinque figli di una famiglia benestante. Nonostante le resistenze paterne, a ventiquattro anni entra nel seminario di Como, per essere inviato poi al Collegio Lombardo di Roma dove studia teologia all'Università Gregoriana. Ma deve tornare in famiglia, a causa della depressione che lo affligge in diversi periodi della sua vita. Superata la crisi, decide di dedicarsi ai malati, e il suo confessore lo orienta verso i Camilliani. 
Dopo un'illuminazione interiore avuta davanti a un quadro del fondatore, san Camillo de Lellis, a ventisette anni entra nel noviziato dei Camilliani a Verona. Durante tale periodo, grazie a una speciale dispensa, viene ordinato sacerdote il 14 aprile 1889. Svolge il suo ministero prima a Verona, poi a Cremona, nella Casa di cura San Camillo dove rimane fino alla morte, guadagnandosi l'appellativo di "Padrino santo". A settantotto anni contrae una broncopolmonite, a causa della quale muore il 10 maggio 1938. 
La sua è stata definita una santità "feriale", cioè vissuta nella quotidianità dell'esistenza, piuttosto che con opere eclatanti, sempre disposto ad aiutare i confratelli, soprattutto i malati e i poveri, in modo umile e silenzioso, "trasformando il lato debole della sua personalità in particolare sensibilità verso coloro che soffrono", soffermandosi anche su quelli lontani da Dio. Il suo proposito era quello di "consumare il proprio essere per dare Dio al prossimo, vedendo in esso il volto stesso del Signore".

## Culto
Il suo elogio si legge nel Martirologio romano al 10 maggio.